# Власенко, Леонид Андреевич
Леонид Андреевич Власенко (1913, с. Леоновка, Киевская губерния, Российская империя — 1 сентября 1983) — советский партийный и государственный деятель, председатель исполнительного комитета Вологодского областного Совета народных депутатов (1965—1974).

## Биография
В 1931 г. окончил Сельскохозяйственный техникум, в 1936 г. — Академию Коммунистического воспитания имени Н. К. Крупской. Член ВКП(б) с 1939 г.
- 1936—1941 гг. — преподаватель, заведующий Учебной частью Великоустюгского педагогического училища,
- 1941—1946 гг. — в аппарате Вологодского областного комитета ВКП(б). Участник Великой Отечественной войны,
- 1946—1952 гг. — заместитель заведующего, заведующий отделом пропаганды и агитации Вологодского областного комитета ВКП(б),
- 1952—1953 гг. — первый секретарь Вологодского городского комитета ВКП(б) — КПСС,
- 1953—1961 гг. — второй секретарь Вологодского областного комитета КПСС,
- 1961—1962 гг. — редактор газеты «Красный Север»,
- 1962—1965 гг. — начальник Вологодского областного управления производства и заготовок сельскохозяйственных продуктов,
- 1965—1975 гг. — председатель Исполнительного комитета Вологодского областного Совета.

С июня 1975 г. на пенсии.